# Sina Kiechle
Sina Kiechle (* 24. März 2007) ist eine deutsche Skispringerin.

## Werdegang
Kiechle, damals die jüngste Springerin im Kader des DSV, siegte im Oktober 2020 bei den OPA Games Children in Hinterzarten und nahm im darauffolgenden März erstmals am Alpencup teil. Am 21. August 2021 gewann sie auch das Springen des FIS Youth Cup in Hinterzarten und holte im Mannschaftswettbewerb den zweiten Platz.
Am 27. August 2022 debütierte Kiechle im FIS Cup und errang sofort Wettkampfpunkte. Selbiges gelang ihr kurz darauf auch bei ihren ersten Einsätzen im Continental Cup sowie im Grand Prix.

## Statistik

### Grand-Prix-Platzierungen
| Saison | Platz | Punkte |
| ------ | ----- | ------ |
| 2022   | 048.  | 012    |

### Continental-Cup-Platzierungen
| Saison  | Platz | Punkte |
| ------- | ----- | ------ |
| 2022/23 | 048.  | 060    |

## Weblink
- Sina Kiechle in der Datenbank des Internationalen Skiverbands (englisch)